# Vetenskapsåret 1754

## Händelser
- Joseph Priestley identifierar gasen som idag kallas koldioxid.

## Pristagare
- Copleymedaljen: William Lewis.

## Födda
- 15 mars - Archibald Menzies (död 1842), brittisk läkare och botanist.
- 23 mars - Jurij Bartolomej Vega (död 1802), slovensk matematiker, fysiker och artilleriofficer.
- 4 juni - Franz Xaver von Zach (död 1832), tysk astronom.
- 29 juni - Peter Gustaf Tengmalm (död 1803), svensk naturforskare, en av Linnés lärjungar.
- 21 augusti - William Murdoch (död 1839), skotsk ingenjör.
- 26 september - Joseph Proust (död 1826), fransk kemist.

## Avlidna
- 9 april - Christian von Wolff (född 1679), tysk filosof och matematiker.
- 15 april - Jacopo Riccati (född 1676), italiensk matematiker.
- 27 november - Abraham de Moivre (född 1667), fransk matematiker.